# Всё пройдёт, милая
«Всё пройдёт, милая» — дебютный альбом группы «Ундервуд». Презентация состоялась в 2002 году в клубе «Б-2».

## Список композиций
| №   | Название                       | Длительность |
| --- | ------------------------------ | ------------ |
| 1.  | «Всё, что надо»                | 2:54         |
| 2.  | «Гагарин, я вас любила»        | 4:07         |
| 3.  | «Следи за её левой рукой»      | 4:19         |
| 4.  | «Истребитель №0»               | 3:53         |
| 5.  | «Парабеллум»                   | 2:58         |
| 6.  | «Федюнчик, посмотри «Титаник»» | 4:19         |
| 7.  | «Пока я любил тебя»            | 3:13         |
| 8.  | «Ауфвидерзейн»                 | 3:26         |
| 9.  | «Всё пройдёт, милая»           | 3:44         |
| 10. | «Ампутация»                    | 4:03         |
| 11. | «Колыбельная джинна»           | 4:17         |
| 12. | «Нарцисс (бонус-трек)»         | 2:55         |

## Участники записи
- Владимир Ткаченко — музыка (1, 4, 5, 7-9, 11), стихи (1-8, 10, 11), вокал (1, 2, 4, 5, 7, 8, 11), бэк-вокал (3, 6, 9, 10), пианино, клавиши, аккордеон, гитара, программинг
- Максим Кучеренко — музыка (2, 3, 6, 10), стихи, вокал (3, 6, 9, 10), бэк-вокал (1, 2, 4, 5, 7, 8, 11), аккордеон
- Нaйк Борзов — бэк-вокал (1)
- Олег Нестеров — бэк-вокал (8)
- Александр Солич — бас-гитара (2, 4, 7)
- Дмитрий Гладченко — контрабас (11), бэк-вокал (3, 4, 9, 10), бас-гитара (1, 3, 5, 6, 9), варган (3, 10)
- Айдер Билялов — ударные (1, 3, 8, 9, 11), перкуссия (1, 3, 8)
- Алексей Кадлубович — ударные (5, 6)
- Сергей Остроумов — ударные (4)
- Юрий Кистенёв — ударные (2, 7)
- Максим Леонов — гитара
- Сергей Клевенский — кларнет (7)

## Критика
Альбом получил в целом положительные отзывы критики. И Дмитрий Бебенин («Звуки.ру»), и Юрий Яроцкий («Коммерсантъ») посчитали, что группа выделяется на общем фоне, как объяснил первый, «легкостью подачи материала» и «здоровой несерьезностью». Все критики также отметили стилевую эклектичность материала:
«У „Ундервуда“ есть чуть-чуть истеричности в духе „Аукцыона“, некоторое количество эротизма и ностальгии на манер „Оберманекена“, а еще сильная тяга ко всевозможному ретро. Тут присутствуют шейк, фокстрот, вальс и даже тарантелла».
Критик «Музыкальной газеты» отметил тексты песен («несмотря на псевдооригинальные шутовские рифмы») и особо выделил композицию «Пока я любил тебя», вошедшую в саунд-трек к фильму «Даун Хаус», а Дмитрий Бебенин указал на то, что эту песню способна написать только такая группа, как «Ундервуд».